# Siergiej Briedichin
Siergiej Nikołajewicz Briedichin (kaz. i ros. Сергей Николаевич Бредихин) – kazachstański polityk, od 30 stycznia 1996 do 1999 roku deputowany do Mażylisu Parlamentu Republiki Kazachstanu I kadencji.